# Kugelfischer

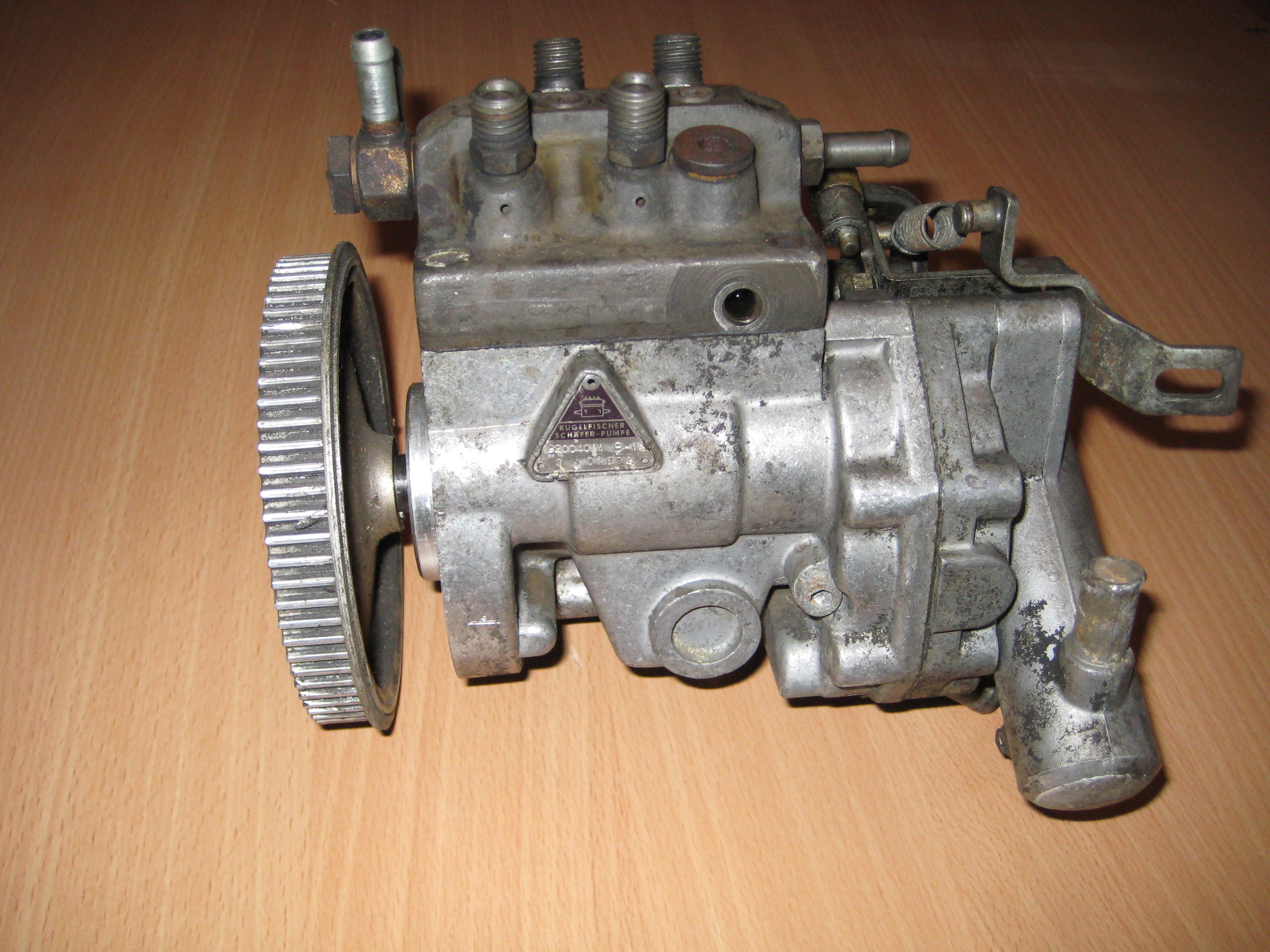
Pompa di iniezione Kugelfischer

Kugelfischer è il nome di un sistema di iniezione meccanica di carburante (Mechanic Fuel Injection) per motori a benzina che avviene attraverso un'omonima pompa ad alta pressione. È stata prodotta dalla FAG Kugelfischer e successivamente dalla Robert Bosch GmbH. 
Il dosaggio del carburante viene effettuato solo cambiando la corsa del pistone della pompa di iniezione ("pompa Shepherd") e non dipende dalla massa d'aria aspirata come invece avviene per i carburatori.

## Storia
Derivato dalle pompe diesel di inizio anni sessanta, il sistema Kugelfischer è stata tra le prime pompe di iniezione meccanica utilizzate per i veicoli stradali. Era tra le prime unità con mappe di iniezione del combustibile personalizzabili dal costruttore che utilizzavano giri, posizione della farfalla, temperatura e talvolta pressione barometrica come parametri di iniezione del carburante. Questo veniva eseguito meccanicamente, non elettronicamente, utilizzando coni (camme a forma irregolare e camme bidimensionali) per gestire l'iniezione. 
Il sistema ha fatto la sua prima apparizione su una vettura di serie nel 1962.

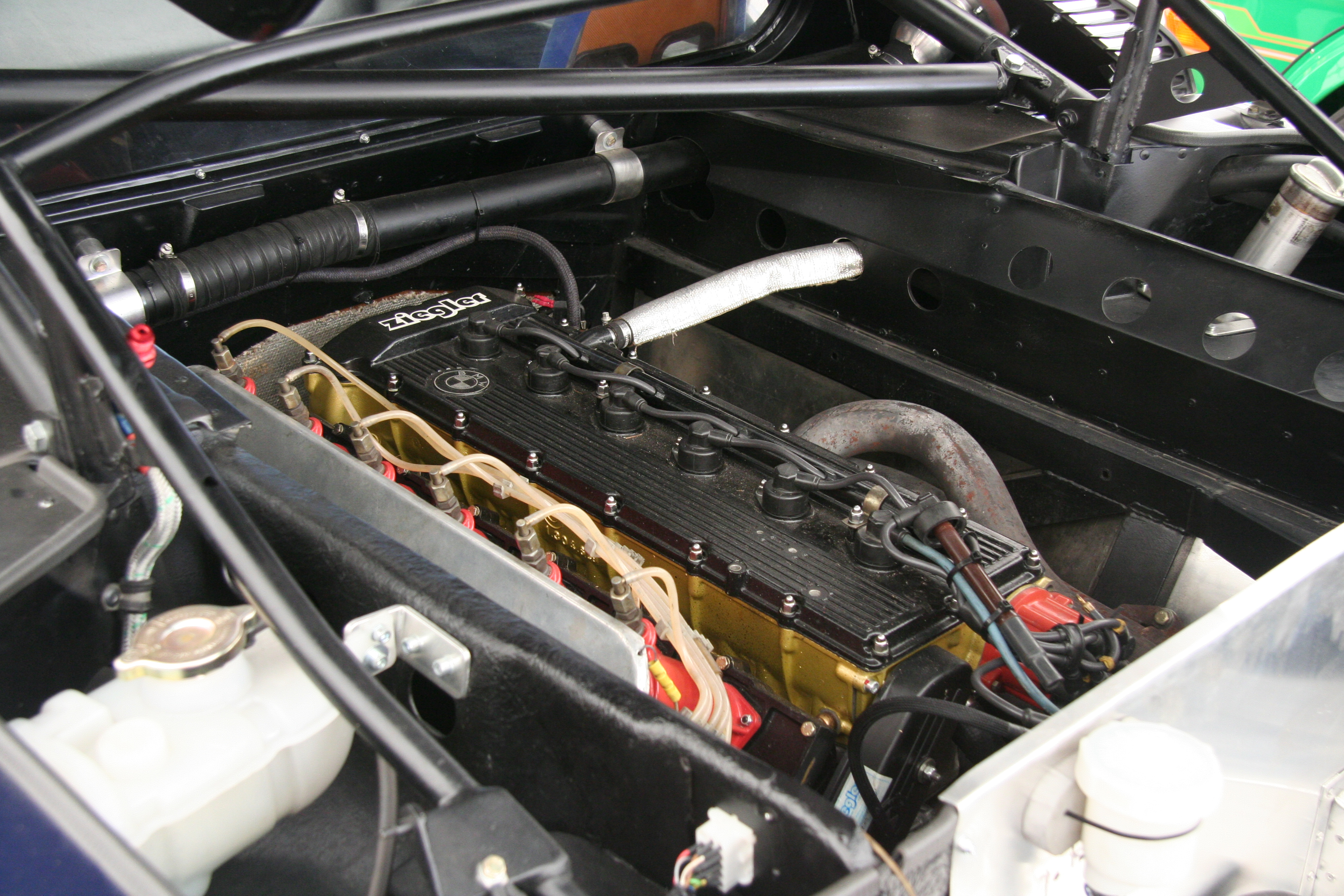
Motore di una BMW M1 con sistema di iniezione Kugelfischer

Alla fine degli anni '60 e nei primi anni '70, è stato montato su una grande varietà di veicoli di produzione della BMW, Porsche, Ford, Lancia e Peugeot. Il suo utilizzo più noto è sulle BMW, nei modelli 2000tii e 2002tii (e più tardi anche nella 2002 Turbo) negli anni 1970-1975, sulle Porsche 911/911S, Carrera RS/RSR/Carrera MFI negli anni 1964-1976 e sulla BMW M1 dal 1978 al 1981.
A causa degli elevati costi di produzione, però, è stato sostituito in seguito con l'introduzione di sistemi di gestione elettronica dei motori (e sistemi meccanici a iniezione continua) che erano più economici. Tuttavia, il sistema Kugelfischer ha continuato ad essere usato come sistema di iniezione per i motori da corsa, appositamente utilizzato negli anni 1980-1982 sulle Porsche 911 SC/RS.